# Nový Přerov
Nový Přerov (in tedesco Neuprerau) è un comune della Repubblica Ceca facente parte del distretto di Břeclav, in Moravia Meridionale.